# Писаревская волость (Богучарский уезд)
Писаревская волость — историческая административно-территориальная единица Богучарского уезда Воронежской губернии с центром в слободе Писаревка.
По состоянию на 1880 год состояла 6 поселений и 4 сельских общин. Населения — 4632 лица (2433 мужского пола и 2199 — женской), 669 дворовых хозяйств.
|                       | Площадь, десятин | В том числе пахотной, дес. |
| --------------------- | ---------------- | -------------------------- |
| Сельских общин        | 5698             | 5026                       |
| Частной собственности | 17996            | 5790                       |
| Другой собственности  | 33               | 33                         |
| В общем               | 23727            | 10849                      |

Поселения волости на 1880 год:
- Писаревка — бывшая владельческая слобода при реке Богучар за 25 верст от уездного города, 3211 человек, 506 дворов, православная церковь, школа, больница, 2 лавки, постоялый двор, кожевенный завод, паровая мельница, 27 ветряных мельниц, 5 ярмарок в год.

По данным 1900 года в волости насчитывалось 25 поселений с преимущественно украинским населением, 4 сельских общества, 40 зданий и учреждений, 708 дворовых хозяйств, население составляло 5626 человек (2825 мужского пола и 2801 — женского).
В 1915 году волостным урядником был Матвей Андрианович Пивоваров, старшиной — Андрей Архипович Ракитянский, волостным писарем — Игнат Петрович Трофимов.